# ویو هرم
ویو هَرم (استونیایی: Viiu Härm؛ زادهٔ ۳ ژوئیهٔ ۱۹۴۴) بازیگر، شاعر، نویسنده، عکاس و مترجم زن اهل استونی است. وی از سال ۱۹۶۲ میلادی تاکنون مشغول فعالیت بوده‌است.